# Низовое брожение
Низовое (холодное) брожение — способ производства пива с использованием дрожжей вида Saccharomyces pastorianus.
К концу XVIII века были выделены два штамма дрожжей, используемых в пивоварении: Saccharomyces cerevisiae (дрожжи верхового брожения) и Saccharomyces carlsbergensis (дрожжи низового брожения). С 1780 года дрожжи верхового брожения продавались в коммерческих целях голландцами для выпечки хлеба, а около 1800 года немцы начали производить их в виде крема. В 1825 году был разработан метод удаления жидкости, чтобы дрожжи можно было приготовить в виде твердых блоков. Промышленное производство дрожжевых блоков было усовершенствовано благодаря внедрению фильтр-пресса в 1867 году. В 1872 году барон Макс де Спрингер разработал технологию производства гранулированных дрожжей, которая использовалась вплоть до Первой мировой войны. В США использовались почти исключительно дрожжи естественного происхождения, находящиеся в воздухе, пока на Всемирной выставке в 1876 году в Филадельфии не появились коммерческие дрожжи, где Чарльз Л. Флейшманн продемонстрировал продукт и процесс его использования, а также попробовал испечённый хлеб.
Механический холодильник (впервые запатентованный в 1850-х годах в Европе) впервые освободил пивоваров и виноделов от сезонных ограничений и позволил им покинуть погреба и другие земляные помещения. Для Джона Молсона, который зарабатывал на жизнь в Монреале до появления холодильника, сезон пивоварения длился с сентября по май. Те же сезонные ограничения ранее регулировали искусство винокура. В связи с этим до изобретения холодильной машины лишь в очень небольшом количестве пивоварен были условия для сбраживания пива в холодных условиях.
Низовое брожение является более современным и более распространённым по сравнению с верховым. Связано это в первую очередь с тем, что пиво, приготовленное с использованием дрожжей низового брожения, может храниться без пастеризации до 2 лет, тогда как пиво, приготовленное с использованием дрожжей верхового брожения, хранится от 3 до 6 месяцев. Также риск заражения сусла значительно меньше в связи с тем, что температура низового брожения находится в диапазоне от 7 до 10 °C, тогда как для верхового брожения она составляет от 17 до 20 °C.
Отличие процесса низового брожения от верхового заключается в том, что в процессе брожения максимальная концентрация дрожжей наблюдается в районе дна бродильной ёмкости, тогда как для верхового брожения максимальная концентрация наблюдается сверху сбраживаемого сусла. После переработки всех углеводов (сахароза, фруктоза, глюкоза и т. д.) дрожжи низового брожения, так же, как и дрожжи верхового брожения, оседают на дно ёмкости. Часть этих дрожжей погибает, часть впадает в анабиоз.
Пиво, получаемое методом низового брожения, называется лагер, а дрожжи низового брожения — лагерными.